# Blågula Bilen
Blågula Bilen AB är ett företag, vars koncept är att köpa fordon i Sverige, fylla dem med förnödenheter och utrustning samt köra till Ukraina och överlämna både fordon och utrustning till organisationer i Ukraina.
Efter Rysslands invasion av Ukraina den 24 februari 2022, åkte en av grundarna, Take Aanstoot, till Ukraina med sin lastbil, fylld med donerad utrustning. Han hade bett bekanta att hjälpa till att donera utrustning och/eller pengar för resan. När han kom hem insåg han dels att behovet av fordon var enormt i Ukraina, och att viljan att hjälpa Ukraina var stor i Sverige. Vänner och bekanta anslöt sig, och hjälpte till både finansiellt och med volontärt arbete. När verksamheten växte grundades företaget Blågula Bilen. 
Blågula Bilen har vid början av 2024 cirka 130 volontärer och har levererat över 850 fordon, allt från fyrhjulsdrivna personbilar till brandbilar. 
Blågula Bilen arbetar även med andra svenska hjälporganisationer, exempelvis Operation Aid och Swedish Rescuers. 